# Люсенж, Жюльен
Жюльен Люсенж — конголезская правозащитница, известная своей деятельностью в защиту жертв сексуального насилия во время войн. Она соучредительница и президент организации «Женская солидарность за интегрированный мир и развитие» (Female Solidarity for Integrated Peace and Development, SOFEPADI) и директор Фонда конголезских женщин (Congolese Women’s Fund, FFC).
Она лауреат Международной премии в области прав женщин 2018 года и премии Джинетты Саган 2016 года от Amnesty International. Она получила Премию в области прав человека от посольства Франции и была удостоена звания кавалера Почётного легиона от французского правительства. В 2021 году она была награждена Международной женской премией за отвагу.

## Радиожурналистика
Жюльен Люсенж в 1998 году работала журналисткой в восточной части Демократической Республики Конго, когда разразилась гражданская война. Она стала гуманитарной радиоведущей и отвечала за передачу сельским жителям в отдалённых районах информации о здоровье и правах человека. Люсенж путешествовала по восточной части ДРК, брала интервью у женщин об их жизни и делилась их историями в своих радиошоу. Со временем женщины начали описывать случаи сексуального насилия, которые они наблюдали или стали жертвами которых по мере эскалации войны. Люсенж начала документировать сексуальное насилие и публично осуждать акты насилия в отношении женщин.

## Правозащитная деятельность

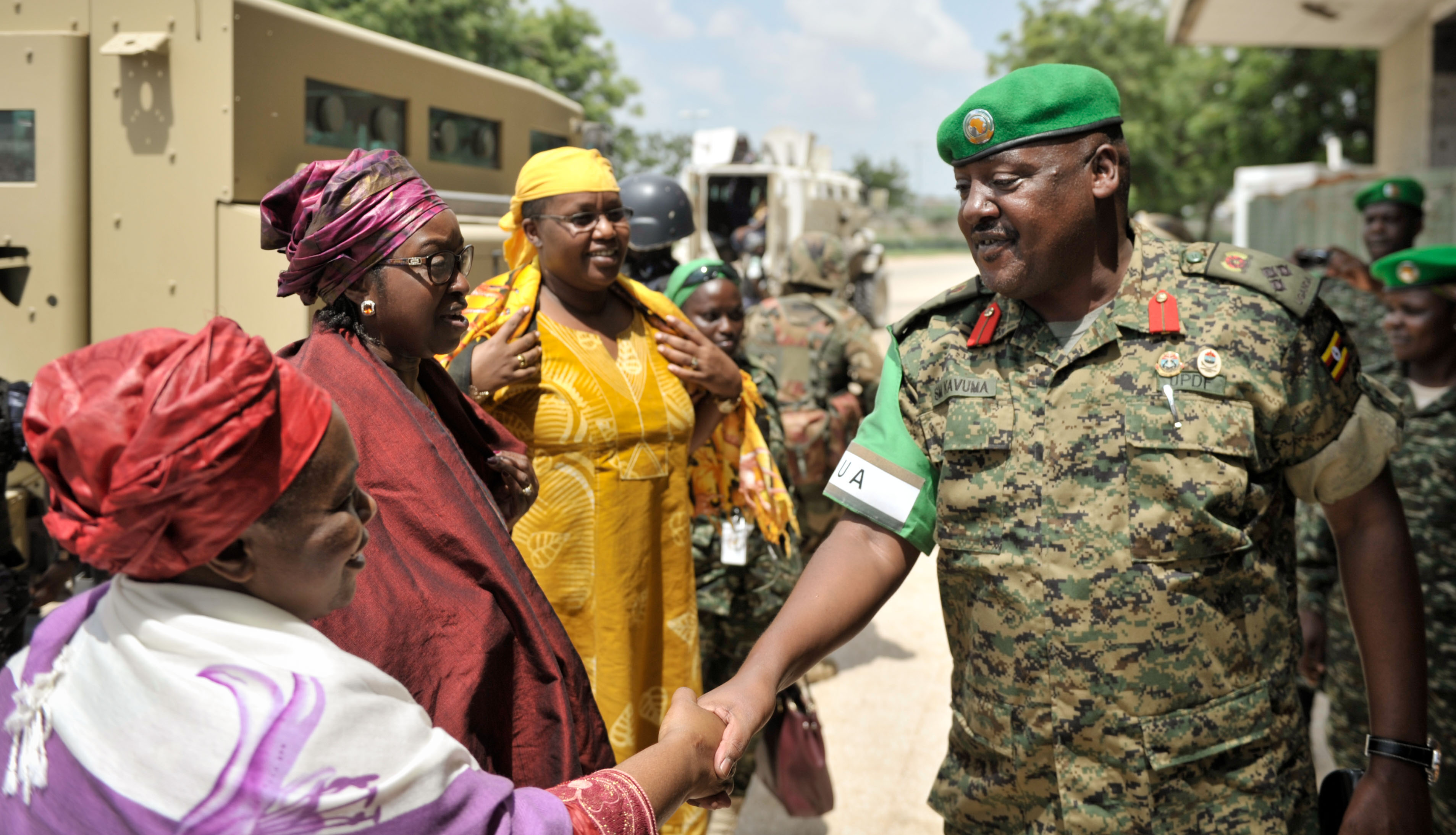
Рукопожатие с солдатом в Могадишо

Возмущённая сексуальным насилием над женщинами в её стране, Люсенж и 22 её коллеги-активистки основали SOFEPADI в 2000 году. Группа собралась вместе, чтобы довести проблему гендерного насилия до внимания международных организаций, работающих в регионе, включая Организацию Объединённых Наций. Также они собрались, чтобы помочь выжившим оправиться от травм, помочь им сориентироваться в судебной системе и привлечь виновных в сексуальном насилии к ответственности. В 2007 году Люсенж основала вторую некоммерческую организацию — Фонд конголезских женщин, которая занимается поддержкой групп по защите прав конголезских женщин и помогает им получить финансирование от международных доноров. Идея Фонда — создание финансовой организации, которая ликвидировала бы разрыв между международными донорами и местными женскими инициативами.
Люсенж — старший партнёр совместного с некоммерческой организацией Media Matters for Women нового проекта, основной задачей которой является «преодоление цифрового неравенства для изолированных женщин и девочек в бедных, отдалённых общинах Африки, у которых нет доступа к информации о их правах и которые подвергаются риску гендерного насилия и растущей бедности». Правозащитная деятельность Люсенж вышла за пределы Конго. Она входит в консультативный комитет Международной кампании по прекращению изнасилований и гендерного насилия в зонах конфликтов и занимает пост вице-президента Международной женской лиги за мир и свободу (Women’s International League for Peace and Freedom, WILPF).
В 2020 году Всемирная организация здравоохранения назначила Люсенж сопредседателем (наряду с Айшату Миндауду) независимой комиссии из семи человек по расследованию заявлений о сексуальной эксплуатации и надругательстве со стороны сотрудников гуманитарных организаций во время вспышки Эболы в Демократической Республике Конго в 2018 году.

## Награды и признание

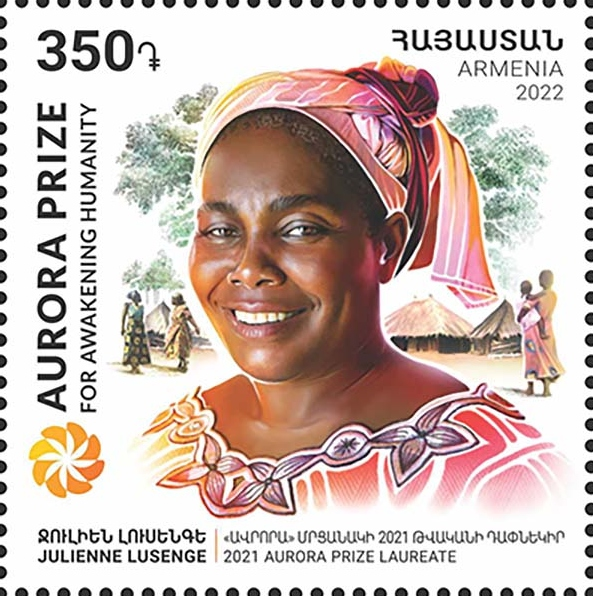
Люсенж на марке Армении 2022 года

### Женская международная правозащитная премия
Люсенж получила международное признание за свою работу. В 2018 году группа из 25 правозащитных организаций наградила Люсенж Женской международной правозащитной премией 2018 года на Женевском саммите по правам человека и демократии. Она получила награду на церемонии, состоявшейся в штаб-квартире ООН в Женеве 20 февраля 2018 года, где выступила перед аудиторией в 700 человек — дипломатов ООН, правозащитников и журналистов. "Люсенж была выбрана для получения награды «за её самоотверженную преданность правам человека конголезских женщин среди ужасов войны, а также за то, что она была голосом тех, кто не имеет права голоса», — сказал Хиллель Нойер, исполнительный директор United Nations Watch.

### Премия Джинетты Саган
Фонд Джинетты Саган (Ginetta Sagan Fund, GSF) был создан в честь Джинетты Саган, американской правозащитницы, прежде всего известной своей работой с Amnesty International. GSF ежегодно выделяет 20 000 долларов для «чествования и оказания помощи выдающимся женщинам со всего мира, которые меняют жизни миллионов к лучшему». Наряду с грантом в 20 000 долларов Люсенж была приглашена совершить поездку по Соединённым Штатам вместе с GSF, чтобы поделиться своей историей о борьбе с нарушениями прав человека.

### Награды правительства Франции
Люсенж получила Премию в области прав человека от посольства Франции в 2012 году. В 2013 году французское правительство присвоило ей звание кавалера Почётного легиона.

### Премия «Аврора» за пробуждение человечества
10 октября 2021 года в армянском монастыре на острове Сан-Лаццаро в Венеции Люсенж получила премию Аврора «за пробуждение человечества».

### Премия ООН в области прав человека
Люсенж вошла в число лауреатов Премии ООН в области прав человека 2023 года.